# Teplice nad Metují
Teplice nad Metují é uma cidade checa localizada na região de Hradec Králové, distrito de Náchod‎.